# 卡维尔
卡维尔（法語：Carville，法語發音：[kaʁvil] ⓘ）是法国卡尔瓦多斯省的一个旧市镇，属于维尔区。2016年，卡维尔与临近的19个市镇合并为新市镇苏勒夫尔昂博卡日。

## 地理
卡维尔（48°55'47"N, 0°51'33"W）面积10.43 平方千米，位于法国诺曼底大区卡爾瓦多斯省，该省份为法国西北部沿海省份，北濒大西洋英吉利海峡，东北与滨海塞纳省以海上边界相接，东临厄尔省，南至奧恩省，西与芒什省接壤。
与卡维尔接壤的市镇（或旧市镇、城区）包括：勒贝尼博卡日、康波、拉费里耶尔阿朗、拉格拉沃里、圣玛丽洛蒙、勒图讷尔。
卡维尔的时区为UTC+01:00、UTC+02:00（夏令时）。

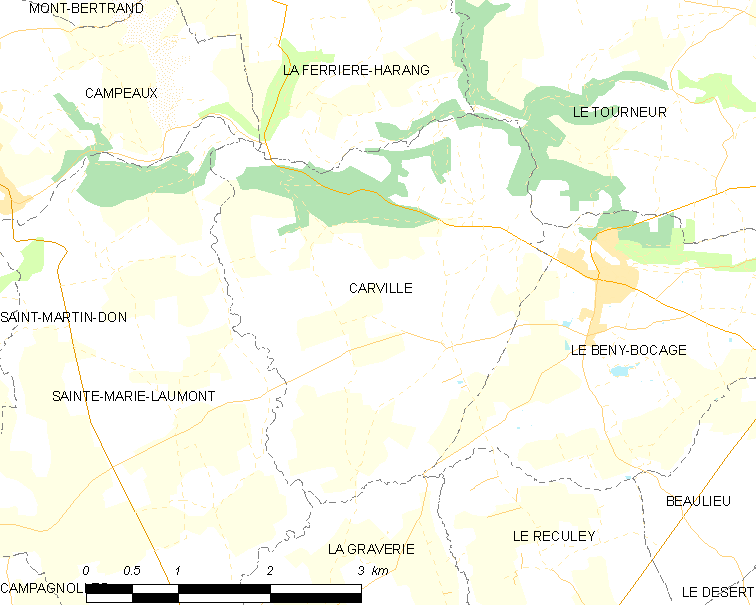
卡维尔的OSM定位图

## 行政
卡维尔的邮政编码为14350，INSEE市镇编码为14139。

## 政治
卡维尔所属的省级选区为诺曼底地区孔代县。

## 人口

1962-2008年间卡维尔人口变化图示

卡维尔于2018年1月1日时的人口数量为345人。